# روتسی (شهرستان هیو)
روتسی (به لاتین: Rootsi) یک منطقهٔ مسکونی در استونی است که در شهرستان هیو واقع شده‌است.